# ウフル・ケニヤッタ
ウフル・ミガイ・ケニヤッタ（英語: Uhuru Muigai Kenyatta、1961年10月26日 - ）は、ケニアの政治家。2013年から2022年まで同国大統領（第4代）、2001年から2002年まで地方行政担当相、2002年から2007年まで野党院内総務、2008年から2013年まで副首相の任にあった。2002年から、ガトゥンドゥ南選挙区から国会議員に選出されている。国家統一党の一翼をなすケニア・アフリカ民族同盟 (KANU) の議長でもあった。
2007年の大統領選挙後の暴動をめぐり、人道に対する罪などに問われ、現職の国家元首として初めて国際刑事裁判所(ICC)に出廷した。

## 経歴
父は1964年から1978年まで、ケニアの初代大統領だったジョモ・ケニヤッタである。キクユ人の出自が、彼の政治生命に重要な役割を果たした。ファーストネームのウフルは、スワヒリ語で「自由」を意味する。ナイロビのセント・メアリーズ・スクールで学んだ。幼少期については、彼の支援団体が公表している断片的な情報しかなく、よくわかっていない。それによると1977年、成績優秀だったウフルは当時のムワイ・キバキ財相からあるご褒美をもらった。また、10歳のウフルがセント・メアリーズ・スクールでの生活をつづった父宛ての手紙が残っている。1979年から翌年までの短期間、ケニヤ商業銀行に勤務。ジミー・ワンジギやアルフィー・ゲトンガといった何人かの同級生とは、現在も親密な関係にある。
セント・メアリーズ・スクールを卒業すると、アメリカ合衆国のアマースト大学に留学し、政治学を学んだ。この時期についてもわかっていないことが多く、噂や憶測が幅を利かせている。大学を修了してケニアに戻ると、農産物を流通・輸出するウィルハム・ケニヤ・リミテッド社を創業した。
2001年に国会議員に選ばれ、ダニエル・アラップ・モイ大統領のもとで地方行政担当相に就任した。さらに、政治経験のほとんどないままモイ大統領の後継に指名され、KANUから2002年12月の大統領選に立候補。野党のムワイ・キバキに大差で敗れた。その後、国会の野党院内総務となった。2007年12月の大統領選ではキバキの再選を支援し、翌年1月に地方行政担当相に任命された。また、4月には連立政権の一員として、副首相兼貿易相に就任した。
2009年から2012年まで、ケニヤッタは副首相を兼務のうえで財相を務めていたが、国際刑事裁判所 (ICC) から2007年の選挙後に発生した暴動に関連して、人道に対する罪で告発されたため、2012年1月26日に財相を辞職した。
2013年3月の大統領選では、第一回投票でライラ・オディンガを僅差で下し、当選した。就任演説でケニヤッタは、ヴィジョン2030を通じた経済改革、全てのケニア人の統合、母子保健の無償化を公約し、全てのケニア人のために尽くすと述べた。また、ケニアの教育水準の向上も掲げた。今後は高い生活費や、ふくらむ国債などの問題に対処することになる。
2017年8月の大統領選挙でも当選し再選を果たしたが、その後9月1日に最高裁判所が選挙での不正を認定、再選を無効とし60日以内の再選挙の実施を命じた。同年10月26日に実施された再選挙ではオディンガ陣営が選挙をボイコットし、得票率98％で再選。再選挙にまつわる異議申し立ては11月20日に最高裁判所がすべて棄却し結果が確定、11月28日に就任宣誓を行った。
2021年10月にはパンドラ文書に名前が載っていることが公表された。それによれば、タックス・ヘイヴンであるパナマやイギリス領ヴァージン諸島にあるペーパーカンパニーを利用して、母親や兄弟姉妹など家族合わせて3,000万USドルに及ぶ資産を隠し持っているとされる。